# Bread & Butter
Bread & Butter és una fira de moda urbana. Les primeres edicions es van realitzar a Berlín. Posteriorment es va traslladar a Barcelona, per tornar el 2012 a Berlín.
Les edicions catalanes van tenir lloc a diversos espais de Fira Barcelona, al Passeig María Cristina. Amb una afluència de 45.000 visitants procedents de 95 països, l'activitat econòmica de la ciutat es va incrementar notablement, especialment el sector serveis, amb ocupació del 100% de les habitacions dels hotels del centre de la ciutat Després de la marxa de Bread & Butter, l'any 2009 a Barcelona es va crear la nova fira TheBrandery .

## Edicions
| Data                       | Lloc             | Motiu                 |
| -------------------------- | ---------------- | --------------------- |
| Juliol 13-15 2001          | Colònia          | –                     |
| Gener 31 – February 2 2002 | Colònia          | –                     |
| Agost 01 – 03 2002         | Colònia          | –                     |
| Gener 17-19 2003           | Berlin-Spandau   | –                     |
| Juliol 18-20 2003          | Berlin-Spandau   | Berlinlove            |
| Gener 16-18 2004           | Berlin-Spandau   | Next Move             |
| Juliol 16-18 2004          | Berlin-Spandau   | Berlingold            |
| Gener 21-23 2005           | Berlin-Spandau   | Selected              |
| Juliol 08-10 2005          | Barcelona        | Eurovision            |
| Juliol 22-24 2005          | Berlin-Spandau   | Eurovision            |
| Gener 18-20 2006           | Barcelona        | Eurovision            |
| Gener 27-29 2006           | Berlin-Spandau   | Eurovision            |
| Juliol 05-7 2006           | Barcelona        | Eurovision            |
| Juliol 14-16 2006          | Berlin-Spandau   | Eurovision            |
| Gener 17-19 2007           | Barcelona        | Active                |
| Gener 26-27 2007           | Berlin-Spandau   | Active                |
| Juliol 04–06 2007          | Barcelona        | Fly BBB               |
| Gener 16-18 2008           | Barcelona        | King Size             |
| Juliol 02–04 2008          | Barcelona        | New Order             |
| Gener 21-23 2009           | Barcelona        | United Nations        |
| Juliol 01–03 2009          | Berlin-Tempelhof | Berlin, Berlin        |
| Gener 20-22 2010           | Berlin-Tempelhof | The Original          |
| Juliol 07–09 2010          | Berlin-Tempelhof | Premier League        |
| Gener 19-21 2011           | Berlin-Tempelhof | Absolute              |
| Juliol 06–08 2011          | Berlin-Tempelhof | Supershow             |
| Gener 18-20 2012           | Berlin-Tempelhof | High Fidelity         |
| Juliol 04–06 2012          | Berlin-Tempelhof | The Rock              |
| Gener 15-17 2013           | Berlin-Tempelhof | Big Time              |
| Juliol 02-04 2013          | Berlin-Tempelhof | Connect               |
| Gener 14-16 2014           | Berlin-Tempelhof | Ich bin ein Berliner. |